# Radkowice (Kielce)
Pour les articles homonymes, voir Radkowice.
Radkowice est une localité polonaise de la gmina de Chęciny, située dans le powiat de Kielce en voïvodie de Sainte-Croix.